# 车尾派对

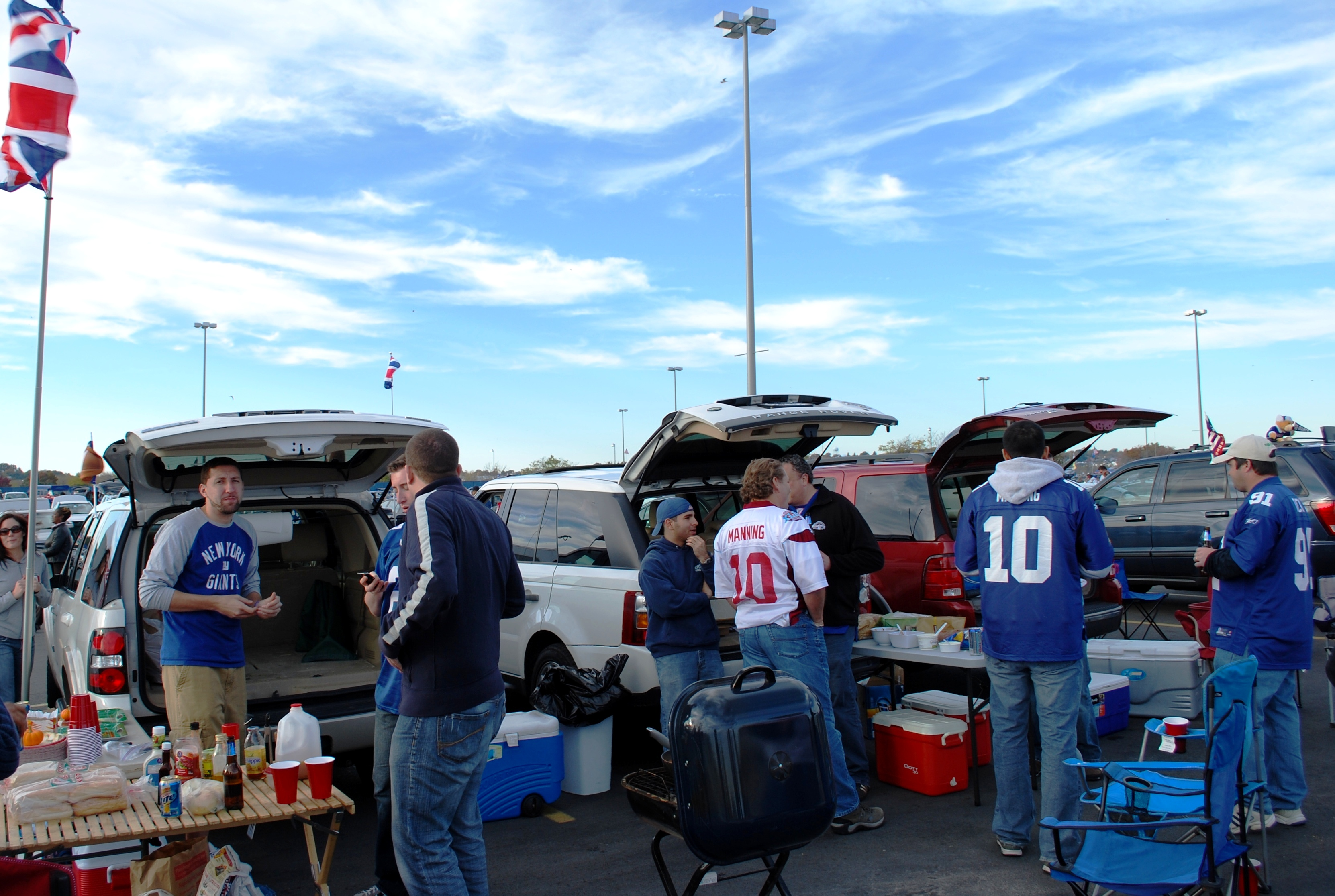
车尾派对

车尾派对（英語：tailgate party），是发源于美国的一种派對活动。车尾派对在体育比赛的停车场中进行，人们打开自己皮卡的后挡板或者汽车的后备箱盖，在停车场中摆开折叠桌椅，与大家分享自带的食物和饮料。有的派对参与者还会携带发电机、烧烤架和卫星电视，此外还会有大屏幕投影和现场音乐表演。啤酒和草坪游戏也是车尾派对的重要元素。
车尾派对已成为美国美式足球比赛的重要元素之一，此外也扩展到了其他体育比赛和节日庆祝、音乐会等场合。

## 体育赛事

### NFL
- 因为停车位有限等因素，超级碗的主办方一般禁止在停车场中进行车尾派对，球迷们仅被允许在自己车内吃喝。[11][12][13]
- NFL常规赛时，球迷们被允许在车辆正后方8英尺乘10英尺（2.4m乘3m）的区域内搭建帐篷和烧烤架。[13]

### NCAA美式足球
- 首次车尾派对可以追溯到1869年羅格斯大學新布朗斯維克分校对阵普林斯顿大学的一场橄榄球赛。当时有的球迷在马车厢后板上观看比赛，在比赛开始前，球迷们聚在一起吃喝和社交。[14]
- NCAA橄榄球的车尾派对是许多大学周六的重要活动。[15]
- 在受到COVID影响时，一些大学还将车尾派对移至网上虚拟进行。[16]
- 有些大学的球迷还可以以乘船的方式进行车尾派对。例如华盛顿湖旁的華盛頓大學、田纳西河旁的田納西大學和布拉索斯河旁的貝勒大學。[17]

## 饮食
车尾派对上常见的食物有土豆沙拉、凉拌卷心菜、烤香肠、烤豬肋骨、辣豆酱、猪肉丝、烤牛排、鸡翅、烤乾酪辣味玉米片、汉堡等。
车尾派对上有各类酒精饮料和软饮料。

## 图片集

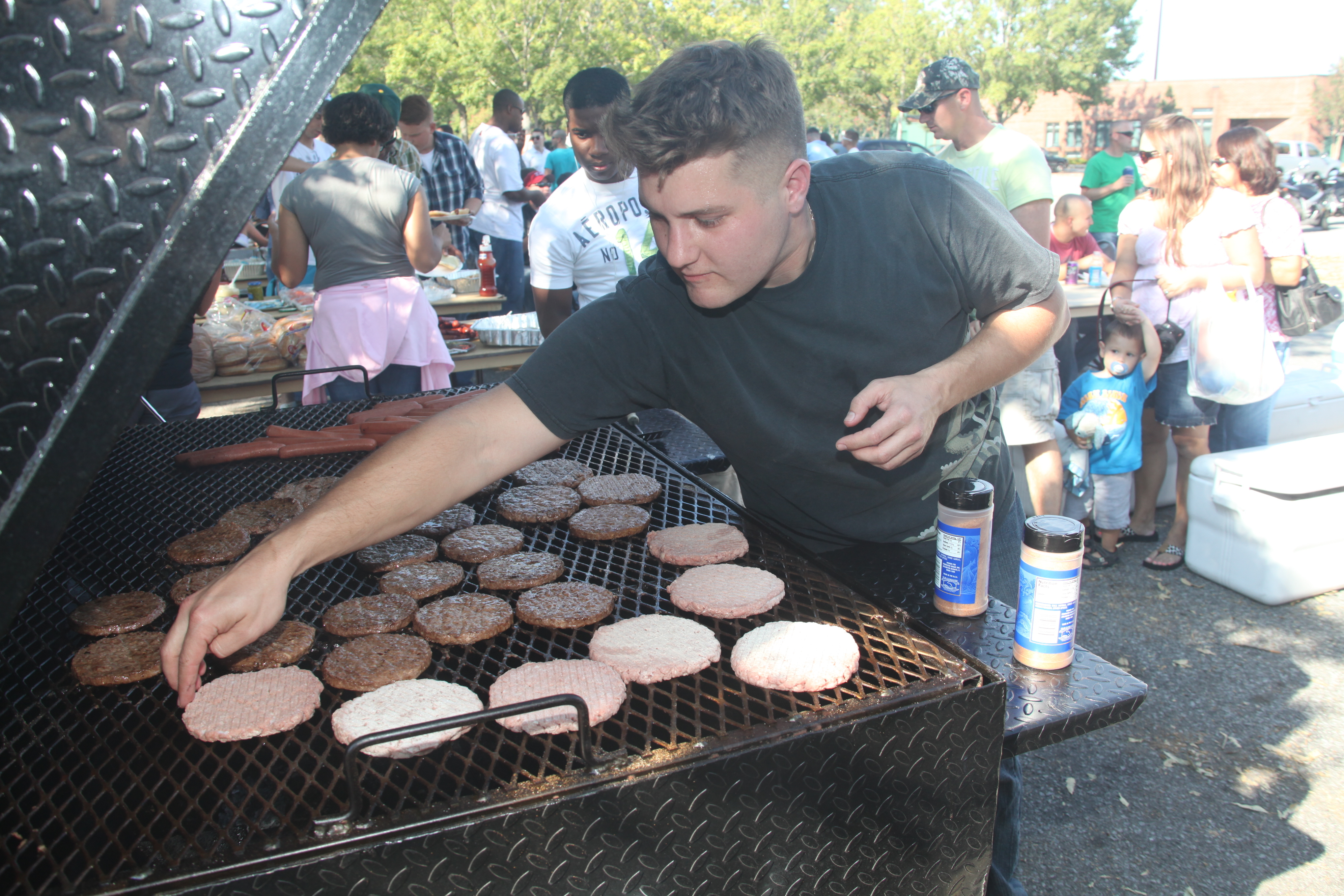
美国海军陆战队员在美國職棒小聯盟比赛期间组织车尾派对
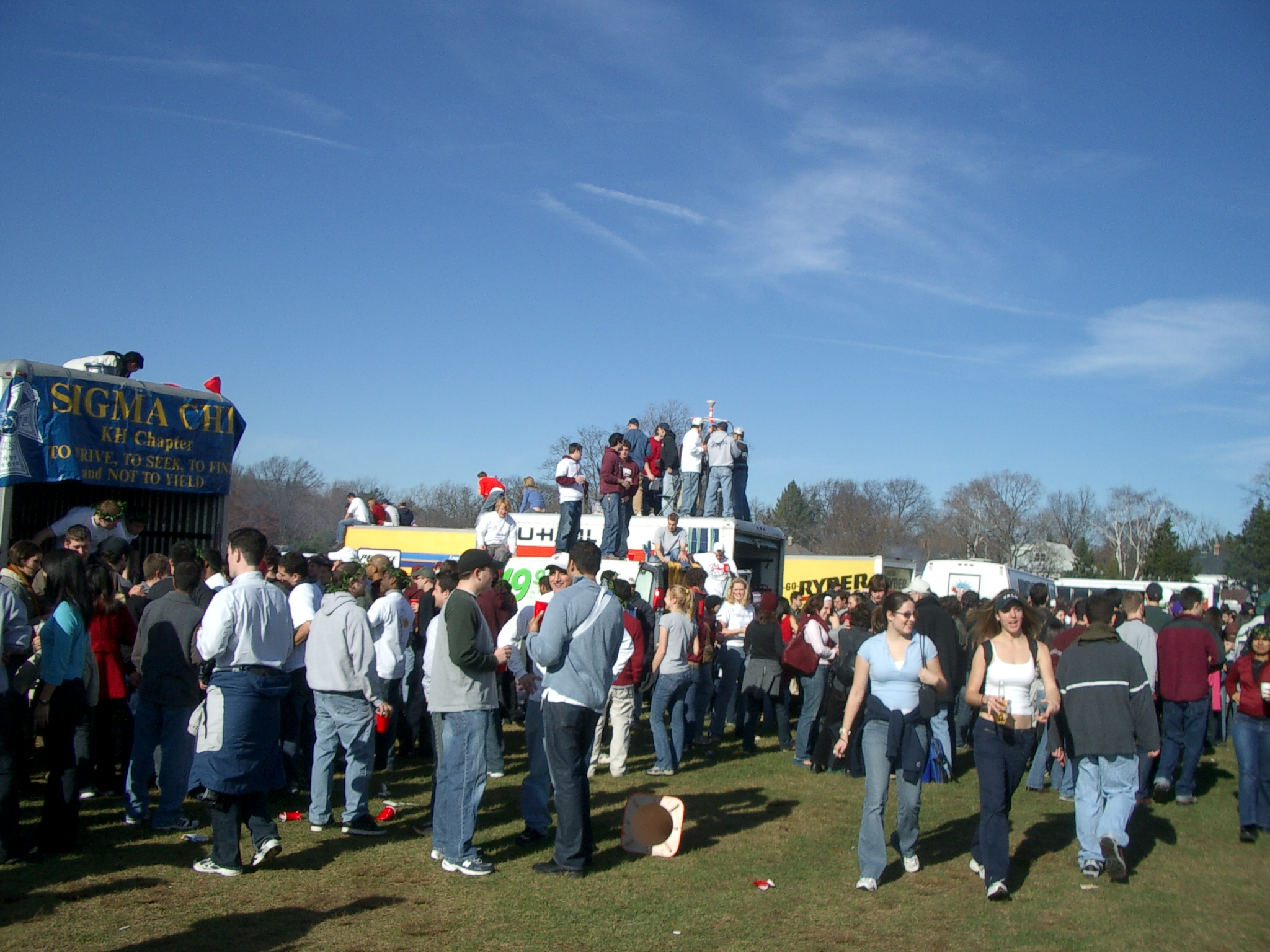
哈佛-耶鲁橄榄球比赛期间的车尾派对
阿拉巴马大学橄榄球队比赛期间的车尾派对
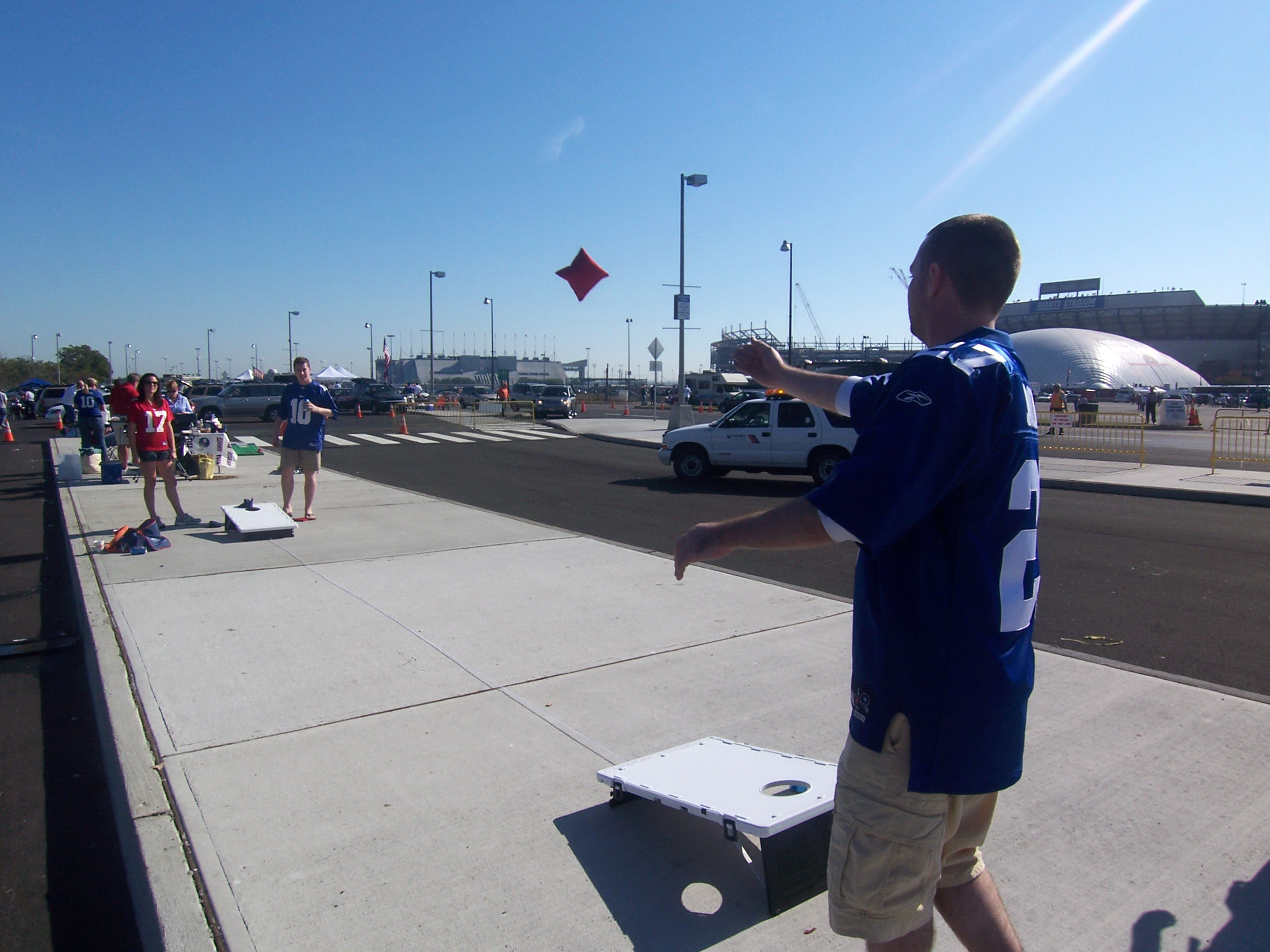
车尾派对上的玉米洞（英语：Cornhole）休闲游戏
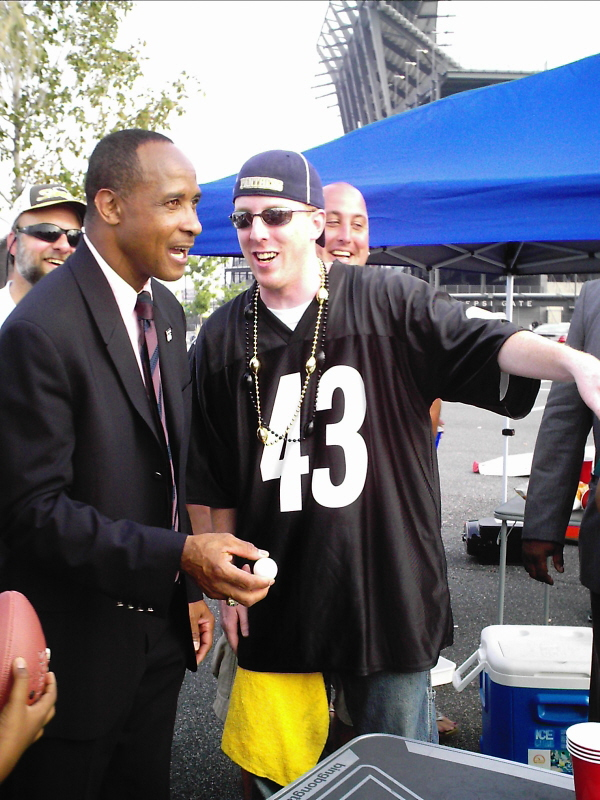
宾州州长候选人Lynn Swann（英语：Lynn Swann）参加匹兹堡钢人的车尾派对